# Wir haben abgetrieben!
Wir haben abgetrieben! war die Titelschlagzeile der Zeitschrift Stern am 6. Juni 1971. Es handelte sich um eine Aktion, bei der 374 prominente und nicht prominente Frauen – auch wenn dies zum Teil nicht zutraf – öffentlich bekannten, ihre Schwangerschaft abgebrochen und damit gegen geltendes Recht verstoßen zu haben.
Die Aktion wurde von der Feministin und späteren Gründerin der Zeitschrift Emma, Alice Schwarzer, initiiert, um gegen den Schwangerschaftsabbrüche verbietenden § 218 des Strafgesetzbuchs anzukämpfen, und gilt als Meilenstein der neuen Frauenbewegung in Deutschland.
Unter den Teilnehmerinnen, von denen 28 auf dem Titelbild zu sehen waren, befanden sich auch die Journalistin Carola Stern und die Schauspielerinnen Romy Schneider, Senta Berger, Veruschka von Lehndorff, Ursula Noack, Sabine Sinjen, Vera Tschechowa, Lis Verhoeven und Hanne Wieder. 
Die Aktion erregte großes Aufsehen in Deutschland, weil sie erstmals öffentlich das Tabuthema Schwangerschaftsabbruch ansprach. Sie regte die Gründung mehrerer feministischer Gruppen an, die sich für die Abschaffung des Paragrafen 218 engagierten.
Dem Stern-Artikel folgte am 2. September 1971 die Uraufführung des Kinofilms Paragraph 218 – Wir haben abgetrieben, Herr Staatsanwalt in Berlin.

## Geschichte
Vorbild der Kampagne war eine ähnliche Aktion (Le manifeste des 343), bei der 343 Französinnen am 5. April 1971 in der Zeitschrift Le Nouvel Observateur öffentlich erklärt hatten: Je me suis fait avorter („Ich habe abgetrieben.“). Dazu gehörten unter anderem Simone de Beauvoir, die Schauspielerinnen Catherine Deneuve und Jeanne Moreau, die Schriftstellerinnen Marguerite Duras und Françoise Sagan sowie die Regisseurinnen Ariane Mnouchkine und Agnès Varda.
Die Feministin, Philosophin und Schriftstellerin Simone de Beauvoir verfasste das Manifest zur Legalisierung des Schwangerschaftsabbruchs, das von dem jungen Redakteur Jean Moreau im Nouvel Observateur veröffentlicht wurde. 
Jean Moreau meldete sich einige Wochen später bei Alice Schwarzer und teilte ihr mit, dass die deutsche Zeitschrift Jasmin die Aktion aufgreifen wolle. Er befürchtete, dass es dieser Zeitschrift nur um Sensationshascherei ginge. 
Alice Schwarzer kontaktierte daraufhin den ihr bekannten Stern-Redakteur Winfried Maaß und vereinbarte mit ihm, ein entsprechendes Manifest zu publizieren, sofern es ihr möglich wäre, zwischen 300 und 400 Frauen zu mobilisieren, die sich zu einem Schwangerschaftsabbruch bekennen würden.
Innerhalb des folgenden Monats gelang es Alice Schwarzer, 374 Frauen für die Aktion zu gewinnen. Dazu fragte sie zunächst beim Frankfurter Aktionsrat zur Befreiung der Frau an, bekam jedoch eine Absage, da der Frauengruppe die Aktion zu „kleinbürgerlich“ und „reformistisch“ erschien. Unter den Angehörigen des Sozialistischen Frauenbunds Westberlin fanden sich hingegen etwa die Hälfte der an der Aktion teilnehmenden Frauen. Die weiteren Teilnehmerinnen fanden sich über Mundpropaganda. Zuletzt musste Schwarzer den Stern-Chefredakteur Henri Nannen davon abbringen, entgegen der Absprache plötzlich nur Romy Schneider auf dem Titelbild zu zeigen, was die Aktion zu einer entpolitisierten Romy-Story verflacht hätte.
Die Unterzeichnerinnen riskierten nicht nur ihren Ruf, berufliche Nachteile und private Konflikte, sondern auch Strafanzeigen. 
Jahre, nachdem die Kampagne im Stern veröffentlicht wurde, räumten einige der beteiligten Frauen ein, dass sie persönlich in Wahrheit gar keinen Schwangerschaftsabbruch durchgeführt hatten – darunter auch Alice Schwarzer selbst: „Aber das spielte keine Rolle. Wir hätten es getan, wenn wir ungewollt schwanger gewesen wären.“
Am vierzigsten Jahrestag zeigte Arte den Film Wir haben abgetrieben – Das Ende des Schweigens, der in Zusammenarbeit mit dem NDR entstanden war.